# Uelzen
Uelzen [y:ltsen] är en stad i nordöstra delen av det tyska förbundslandet (delstaten) Niedersachsen och huvudort i distriktet (Landkreis) med samma namn. Staden har cirka 34 000 invånare.
Flera hus i staden är byggda i korsvirke. Orten är också känd för sin järnvägsstation. Runt millennieskiftet renoverades den och nybyggdes efter konstnärliga idéer av Friedensreich Hundertwasser. Uelzens järnvägsstation kallas därför numera emellanåt också för HundertwasserBahnhof Uelzen.